# Wesley So
Wesley Barbasa So (Bacoor, 9 de outubro de 1993) é um grande mestre de xadrez filipino, que representa os Estados Unidos. Prodígio do xadrez, So se tornou o jogador mais jovem a passar dos 2600 de rating da Fide em outubro de 2008, quebrando o recorde de Magnus Carlsen. No início de 2013, So ultrapassou os 2700 pontos de rating e em fevereiro de 2015 entrou no seleto grupo Top 10 ao chegar em segundo lugar no torneio Tata Steel.

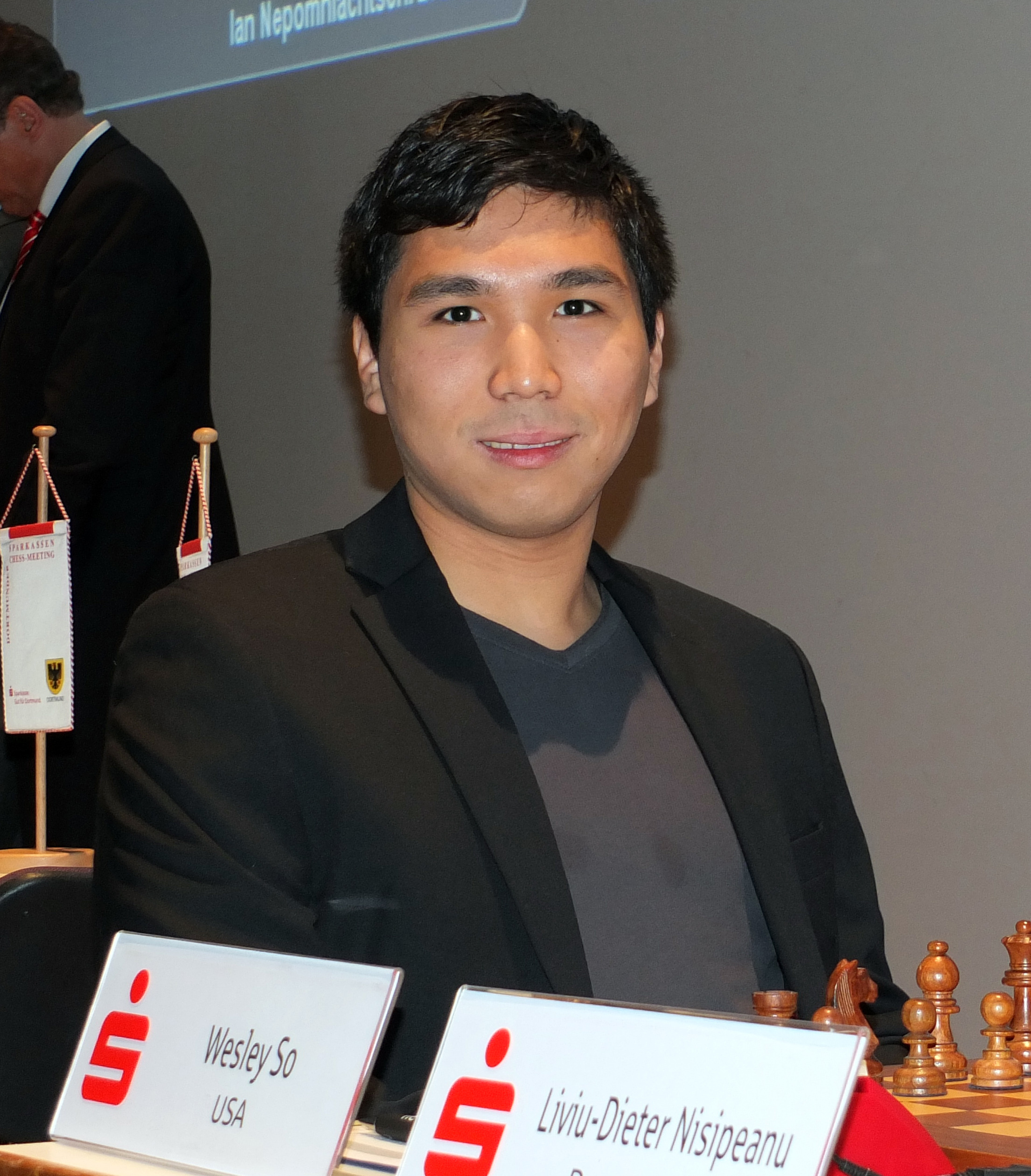

Em março de 2016, So recebeu o Samford Fellowship, que identifica e auxilia o melhor grande mestre jovem dos EUA. Com isso So recebeu 42 mil dólares para treinar e jogar os torneios de ponta.

## Principais conquistas
- Venceu o grupo C na edição de 2009 do torneio Tata Steel
- Venceu por três vezes o campeonato filipino de xadrez
- Venceu o torneio de xadrez de Bilbao (2015)
- Venceu o torneio Tata Steel Chess em Wijk aan Zee (2017)[3]